# Szent Szerváciusz
Szent Szerváciusz (? – kb. 384) (angolul: Saint Servatius, hollandul: Sint Servaas; franciául: Saint Servais) Tongeren püspöke volt, a germán hódítás után újjászervezett liège-i püspökség első püspöke. Később Maastricht városába települt át (római kori nevén Mosae Trajectum) és az ottani egyházmegye püspöke lett. Jelentős szerepe volt a kereszténység terjesztésében Németalföld területén. Maastrichtban a korábbi római Fortuna és Jupiter templom helyére felépíttette a Miasszonyunk-templomot (Onze-Lieve-Vrouwekerk), amely ma is a város egyik vallási központja.
Szerváciusz kora egyik jelentős egyházi személyisége volt, rengeteget utazott és részt vett számos zsinaton és egyházi gyűlésen. Az eretnekek, különösen az arianizmus elkötelezett üldözője 384-ben halt meg Maastricht városában. Szerváciusz Maastricht és Grimbergen városok védőszentje, ünnepét május 13-án tartják, az emlékének szentelt nap a mezőgazdákra az ekkor gyakran előforduló késői fagy miatt igen nevezetes (ld. Szervác és fagyosszentek).

## Élete
Születéséről és neveltetéséről semmilyen adat nem maradt fenn. 343-ban feltehetően jelent volt a sardicai (ma Szófia) zsinaton, ahol a nyugatrómai császárok által támogatott szentháromság-tan nézeteit képviselte. Mivel a Keletrómai Birodalom püspökei az uralkodó, II. Theodosius ortodox nézeteit képviselték, ezért a tanácskozás sikertelen volt.
Amikor Athanasius püspök száműzetésbe kényszerült Trier városában, találkozott Szerváciusszal és együtt léptek fel a környéken működő ariánus püspökök és papok ellen. Akkoriban vádolták meg eretnekséggel a kölni püspököt és Szerváciusz ellene vallott: "püspökségeink szomszédosak egymással" és " a kölni püspök tagadta Jézus Krisztus isteni mivoltát. Ez az alexandriai püspök, Athanasius jelenlétében történt." Mivel ez arra utal, hogy Szerváciusz ekkor már a tongerlói püspökséget vezette, ezért hagyományosan 344-45-re teszik a püspökség megalapítását.
Constans nyugatrómai császár, Nagy Konstantinus legkisebb fiának 350-es meggyilkolása után a trónt bitorló Flavius Magnus Magnentius császárrá kiáltotta ki magát és Szerváciuszt küldte tárgyalni a keletrómai uralkodóval, Constans bátyjával, II. Constantius császárral. Szerváciusz azt a megbízást kapta, hogy próbálja meg Constanst kegyetlen zsarnokként beállítani, aki nem érdemelte meg a trónt. Magnentius azt szerette volna elérni, hogy Constantius társuralkodóként (augustus) elismerje és bár Szerváciusz küldetése nem járt sikerrel (Constantius sereggel vonult Magnentius ellen és 353-ban legyőzte), maga a megbízás ténye is arról tanúskodik, hogy mekkora tekintélye volt a Kelet- és Nyugatrómai Birodalomban.
A 359-es rimini zsinaton Szerváciusz ismét részt vett és Sulpicius Severus beszámolója szerint rendkívüli ékesszólással lépett fel az arianizmus ellen és támogatta az első nikaiai zsinaton korábban elfogadott hitvallást. A zsinatot lezáró nyilatkozatot Szerváciusz ugyan aláírta, de támogatását hamarosan visszavonta, miután Libériusz pápa visszautasította a dokumentum szentesítését.

## Legendája
A történelmi személy élete és halála köré számos legenda szövődött. Középkori életrajza szerint Szerváciusz örmény származású volt és anyja, Memelia révén rokonságban állt Keresztelő Szent Jánossal és Jézussal. Egy késő gótikus stílusú, a 15. század közepén keletkezett faszobor , amely az álló Memeliát ábrázolja, karjában a csecsemő Szerváciusszal (aki már ekkor viseli a püspökök jellegzetes süvegét), annyira hasonlatos a korabeli Madonna-ábrázolásokhoz, hogy meglehetősen sokáig tévesen azonosították.
A legenda szerint fiatalkorában Szerváciusz pap és a jeruzsálemi Szent Sír őrzője lett. Ott egy látomása arra ösztönözte, hogy Tongerenbe utazzon és a korábbi püspök, Valentine székét átvegye. Valentine hét évvel korábban halt meg és halálos ágyán azt parancsolta, hogy csak az foglalhatja el a püspöki széket utána, aki erre isteni sugallatban kapott parancsot.
Egy másik legenda szerint a püspöki széket akkor helyezte át Tongerenból Maastrichtba, amikor az előbbi várost a hunok támadása fenyegette. Szerváciusz ekkor Rómába zarándokolt és a Szent Péter-székesegyházban virrasztott. Ekkor megjelent neki Szent Péter, aki megjósolta a hitetlen és bűnös város, Tongeren pusztulását és arra utasította, hogy tegye át székhelyét Maastrichtbe. Péter, hogy szavainak nagyobb nyomatékot adjon, a mennyország kulcsát is átadta Szerváciusznak, aki ezzel képessé vált a bűnösök feloldozására, illetve hatalma volt afelett, hogy ki léphetett be a mennyország kapuján. Szerváciusz azon nyomban visszatért Tongerenbe, összeszedte a püspökség minden kincsét és ereklyéjét és Maastrichba vonul. Pár nappal később, 384. május 13-án érte utol végzete, feltehetően a sok utazás miatt kimerültség vagy betegség következtében.
A hunok egyébként valóban elfoglalták és kifosztották Tongerent, de történész szemmel a legenda csak arra utal, hogy ez a esemény (amely feltehetően jóval Szerváciusz halála után következett be) annyira jelentős volt, hogy mindenképpen igyekeztek a szent életéhez kapcsolni és így megemlékezni erről.
A római birodalom bukását megelőző zavaros időszak ismeretében érthető, hogy Szerváciusz előnyben részesítette Mosae Trajectum, azaz Maastricht megerősített városát (castellum) a jelentős erődítményekkel nem rendelkező, védtelenebb Atuatuca Tongrorum, azaz Tongerennel szemben. Ha ez állt döntése hátterében, akkor meglehetősen jól időzített, hiszen 406-ban vandálok, az alánok és a szvévek átlépték a Rajnát, megszállták a római Galliát és lerombolták Tongeren városát.

## A szent nevét viselő templomok, bazilikák
Szerváciusz nevét viseli vagy a szenthez kapcsolódik a tongereni Miasszonyunk-bazilika (Onze-Lieve-Vrouwe Basiliek), amely egy pogány templom romjaira épült a szent irányításával. Az ő nevét viseli Maastrichtban a Szent Szerváciusz-templom (Sint-Servaasbasiliek), Grimbergenben az Szent Szerváciusz apátság és a Quedlinburgi Saint Servatius templom is, amelyek a kora középkori román stílus legszebb németalföldi emlékei.
A szent földi maradványai a maastrichti Sint-Servaasbasiliek-ben találhatók, amely a Vrijthof tér közelében található. A templomot eredetileg kb. 560 körül építették, a jelenlegi római stílusú épületet 1039-ben emelték. A szent sírja a kriptában kedvelt zarándokhely, 1984-ben II. János Pál pápa is meglátogatta. A 12. században keletkezett, a szent maradványait őrző ereklyetartót általában a bazilika kincstárában őrzik, és a helyiek a "Szükségláda" (Noodkist) néven ismerik, mert válságos időben körbehordozták a városban. A késő középkorban ezek a felvonulások már akkor felfordulással jártak, hogy a város vezetése betiltotta azokat. Azonban minden hetedik esztendőben ma is rendeznek egy körmenetet a szent emlékére. A szent maradványain kívül az ereklyék között található még egy püspöki bot, egy pectoralis kereszt, egy kehely és persze a Szent Péter által adományozott kulcs a mennyország kapujához.
Szerváciusz nevéhez két helyi templom megépítése fűződik: a Miasszonyunk-bazilika (Onze-Lieve-Vrouwe Basiliek) Tongerenben, illetve a Stella Maris Miaaszonyunk-bazilika (Basiliek van Onze Lieve Vrouw 'Sterre der Zee') Maastrichtban.
Tongerenben a hagyomány a régészet is megerősítette, az 1981-ben és 1985-89 folytatott ásatások során a mai bazilikaépület alatt egy meglehetősen nagy, 4. századi templom maradványait tárták fel.

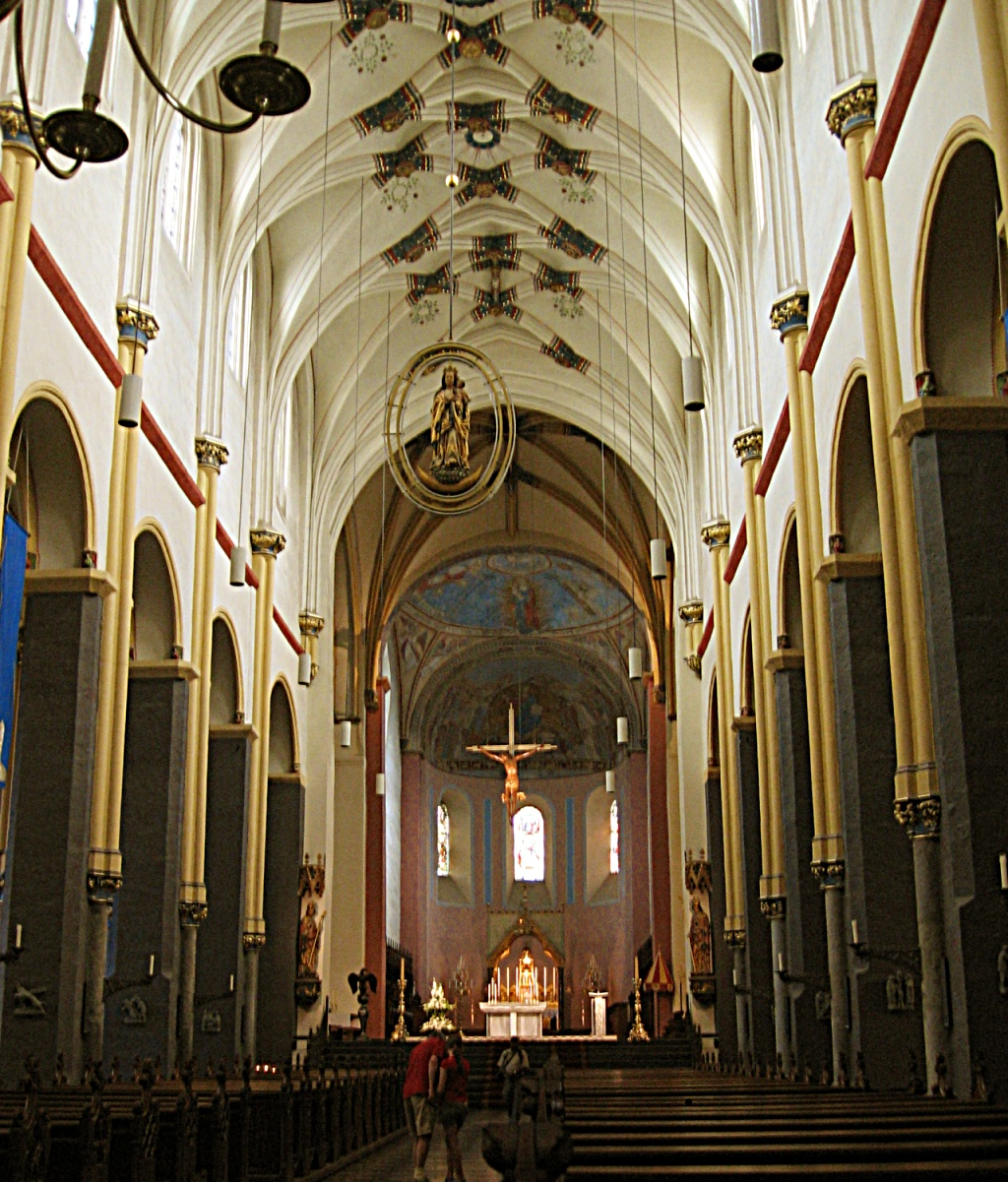
A maastrichti Szent Szerváciusz-bazilika főhajója

A maastrichti bazilika alatt nem lehetséges ásatásokat folytatni, de feltehető, hogy ennek is Szerváciusz volt az építtetője. A mai bazilika egy római kori, Fortuna, Juno és Jupiter isteneknek szentelt templom helyén épült és Szerváciusz köztudottan élen járt a helyi pogányok keresztény hitre térítésében. A bazilika mellett álló Hotel Derlon-ban az i. sz. 1. századi római út és templom maradványait tárták fel és a romok áthúzódnak a bazilika alá is.